# Маэр, Шон
Шон Маэр (англ. Sean Maher; род. 16 апреля 1975, Плезантвилл, Нью-Йорк, США) — американский актёр, наиболее известный по роли доктора Саймона Тэма в сериале «Светлячок» и его кино-продолжении «Миссия „Серенити“».

## Ранние годы
Шон Маэр родился 16 апреля 1975 года в Плезантвилле, штат Нью-Йорк, США. Его отец владеет похоронным бюро, а мать — домохозяйка. Ходил в Byram Hills High School, а в 1997 году окончил театральный факультет Нью-Йоркского университета со степенью бакалавра.

## Карьера
Шон стал интересоваться актёрской игрой после выступления в пьесе в летнем лагере. После окончания университета начал выступать на сцене в нескольких постановках. Но после получения своей первой роли в 1999 году в драматическом сериале «Райан Колфилд: Год первый» телеканала FOX переехал в Лос-Анджелес. Затем было несколько сериалов и телефильмов. Известность и популярность пришли в 2002 году после роли в сериале «Светлячок». Затем он появился в сериале «C.S.I.: Место преступления Майами» и кино-продолжении «Светлячка» — «Миссии „Серенити“». А за следующие 5 лет он снялся в таких популярных сериалах, как «Говорящая с призраками», «До смерти красива», «Менталист», «Живая мишень», «Хранилище 13».

## Личная жизнь
В 2011 году Маэр совершил каминг-аут как гей. В 2016 году он сочетался браком со своим партнёром Полом. У них есть двое детей — дочь София Роуз (род. 2007) и сын Лиам Ксавье.

## Фильмография
| Год       |    | Русское название                  | Оригинальное название           | Роль                             |
| --------- | -- | --------------------------------- | ------------------------------- | -------------------------------- |
| 1999      | с  |                                   | Ryan Caulfield: Year One        | Райан Колфилд                    |
| 2000      | с  | Нас пятеро                        | Party of Five                   | Адам Мэттьюз                     |
| 2000—2001 | с  | Улица                             | The $treet                      | Крис МакКоннелл                  |
| 2001      | тф |                                   | HRT                             |                                  |
| 2001      | тф | Жизнь Брайана                     | Brian's Song                    | Брайан Пикколо                   |
| 2002—2003 | с  | Светлячок                         | Firefly                         | доктор Саймон Тэм                |
| 2003      | с  | C.S.I.: Место преступления Майами | CSI: Miami                      | Карсон Макки                     |
| 2004      | ки |                                   | CSI: Miami                      | Карсон Макки (озвучка)           |
| 2005      | тф |                                   | Halley's Comet                  | Брет Фенноу                      |
| 2005      | тф | Прыжок с пирса Клозен             | The Dive From Clausen's Pier    | Килроу                           |
| 2005      | ф  | Миссия «Серенити»                 | Serenity                        | доктор Саймон Тэм                |
| 2005      | с  | Говорящая с призраками            | Ghost Whisperer                 | Конор Донован                    |
| 2005      | ф  |                                   | Living 'til the End             | Джек Вилтон                      |
| 2006      | тф | Свадебные войны                   | Wedding Wars                    | Тэд Мур                          |
| 2009      | с  | До смерти красива                 | Drop Dead Diva                  | Маркус Ньюсам                    |
| 2010      | с  | Менталист                         | The Mentalist                   | Уилсон/Джаспер                   |
| 2010      | с  | Живая мишень                      | Human Target                    | Аарон Купер                      |
| 2010      | с  | Хранилище 13                      | Warehouse 13                    | Шелдон                           |
| 2011      | с  | Гимнастки                         | Make It or Break It             | Маркус                           |
| 2011      | с  | Клуб Плейбоя                      | The Playboy Club                | Шон Бисли                        |
| 2012      | ф  | Много шума из ничего              | Much Ado About Nothing          | Дон Жуан                         |
| 2014      | мф | Сын Бэтмена                       | Son of Batman                   | Дик Грейсон / Найтвинг (озвучка) |
| 2015      | мф | Бэтмен против Робина              | Batman vs Robin                 | Дик Грейсон / Найтвинг (озвучка) |
| 2016      | мф | Бэтмен: Дурная кровь              | Batman: Bad Blood               | Дик Грейсон / Найтвинг (озвучка) |
| 2017      | мф | Юные Титаны: Контракт Иуды        | Teen Titans: The Judas Contract | Дик Грейсон / Найтвинг (озвучка) |
|           | ф  | Синдром старой карги              | The Old Hag Syndrome            | Алекс                            |